# Les Enfants du ciel (film)
Pour les articles homonymes, voir Les Enfants du ciel.
Pour plus de détails, voir Fiche technique et Distribution.
Les Enfants du ciel (en persan : بچه های آسمان, Bachehā-ye āsemān)  est un film iranien réalisé par Majid Majidi, sorti en 1997.

## Synopsis
Ali est un garçon de neuf ans qui habite avec sa famille dans un quartier pauvre de Téhéran, en Iran. Un jour, il va faire réparer les chaussures de sa petite sœur Zahra chez le cordonnier, mais perd le paquet sur le chemin du retour. Rentré à la maison, il n'ose rien dire à ses parents, qui sont pauvres et ont à peine assez d'argent pour payer le loyer. Sa sœur consent à garder le secret, mais refuse d'aller en pantoufle à l'école. Ils décident alors de partager la paire de baskets d'Ali pour aller à l'école. Zahra la porte le matin et Ali l'après-midi.
Devant attendre sa sœur pour faire l'échange, et bien que tous les deux courent le plus vite possible, Ali arrive plusieurs fois en retard à l'école, et est menacé d'être renvoyé. Zahra a honte de porter des chaussures de garçon, trop grandes pour elle, elle est amenée à bâcler la fin d'un examen pour ne pas mettre son frère trop en retard. L'avenir s'éclaire lorsque Ali remarque qu'une compétition est organisée entre plusieurs écoles : l'épreuve est la course à pied, et le lot pour la troisième place est une paire de baskets. Il imagine pouvoir gagner les chaussures, et les échanger contre des chaussures pour fille qu'il donnera à sa sœur. Il arrive à se qualifier pour la course.
Le jour de la course, il se place dans le peloton de tête constitué de cinq coureurs, mais comme tout le monde est au coude à coude, il a du mal à se positionner exactement à la troisième place, et finit premier. Il rentre dépité chez lui, sans savoir que son père qui avait gagné assez d'argent entre-temps a acheté le jour même deux paires de chaussures, pour lui et Zahra.

## Distribution
- Amir Farrokh Hashemian : Ali
- Reza Najie : le père d'Ali
- Bahar Seddiqi : Zahra, la sœur d'Ali
- Fereshteh Sarabandi : la mère d'Ali

## Commentaires
Le réalisateur Majid Majidi a su obtenir de ses jeunes acteurs amateurs des performances très naturelles.
Ses films montrent souvent la vie ordinaire des Iraniens, comme des documentaires sur les gens modestes, tout en sachant toucher le spectateur. Le film évoque également des aspects réels de la situation politique en Iran.

## Distinctions
- Nomination à l'Oscar du meilleur film en langue étrangère en 1998.